# Oriola
Oriola era una freguesia portuguesa del municipio de Portel, distrito de Évora.

## Historia
Fue villa y sede de municipio entre 1282 y 1836. Estaba constituida por las freguesias de Oriola y Outeiro de Oriola y tenía, en 1801, 630 habitantes, repartidos en 74 km².
El 31 de enero de 2006, la Escola EB1 de Oriola recibió la visita del primer ministro José Sócrates, ya que fue la última escuela de Portugal en recibir una conexión de banda ancha a Internet, como resultado del programa "Ligar Portugal".
Fue suprimida el 28 de enero de 2013, en aplicación de una resolución de la Asamblea de la República portuguesa promulgada el 16 de enero de 2013 al unirse con la freguesia de São Bartolomeu do Outeiro, formando la nueva freguesia de São Bartolomeu do Outeiro e Oriola.